# 976

## Догађаји
- 10. јануар – Цар Јован I Цимискије умире у Цариграду, након повратка из другог похода против Абасида у Сирији. Сахрањен је у цркви Христа Халкита, а наследио га је његов 18-годишњи нећак Василије II, који постаје једини владар Византијског царства. Управа остаје у рукама Василија Лакапина (ванбрачног сина покојног цара Романа I).
- јун – Емир Абул-Касим покреће јуришну експедицију у византијску Италију са Сицилије. Он намеће данак градовима Козенца и Целере. У међувремену, Фатимидска флота напада апулијску обалу и врши рације на околна села. Абул-Касим шаље војску у Отранто и опседа Гравину, пре него што се вратио на Сицилију – доводећи кући стотине заробљеника и робова.
- Јул – Цар Отон II заузима Регенсбург, приморавајући свог бунтовног рођака Хенрија II (Вранглер) да побегне у Бохемију. Хенри је свргнут, а Баварска је предата Отону I Швапском (унуку покојног цара Отона I). Он успоставља ново „Велико војводство Корушко“ које покрива данашњу Аустрију.
- Лето – Цар Отон II поставља Леополда I, члана куће Бабенберг, за маркгрофа Марцха Ориенталис (касније надвојводство Аустрије). Да би одржао свој посед у Јужној Италији, Отон појачава своју војску са 2.100 послатих коњаника (тешке коњице) из Немачке, од којих око 1.500 треба да обезбеде цркве.
- 16. октобар – Калиф Ел-Хакам II умире након 15-годишње владавине у којој је окончао Фатимидски калифат у Мароку и учинио Универзитет у Кордоби највећом институцијом на свету. Ел-Хакама је наследио његов десетогодишњи син Хишам II на месту владара калифата Кордобе. Његова удовица Субх постаје регент заједно са Алманзором, де фацто владарима.
- 14. новембар – Цар Таизу (Џао Куангјин) умире у Каифенгу после 16-годишње владавине. Наследио га је брат Таи Зонг као владар династије Сунг.
- Руски кнез Јарополк Свјатославич креће у поход на Печенеге, побеђује их и намеће им данак.
- Појава мисионара (976-977) из Немачке на двору кијевског кнеза Јарополка Свјатославича.